# Ристо Јанков
Ристо Јанков (Скопље, 5. септембра 1998) македонски је фудбалски голман који тренутно наступа за Работнички и репрезентацију Северне Македоније.